# Derek Bell (musicien)
Pour les articles homonymes, voir Derek Bell et Bell.
Derek Bell (de son vrai nom George Derek Fleetwood Bell) est un harpiste et compositeur irlandais (21 octobre 1935, Belfast - 17 octobre 2002, Phoenix, Arizona). Membre du groupe de musique traditionnelle The Chieftains, il interprète le morceau Woman of Ireland sur la bande originale du film Barry Lyndon de Stanley Kubrick.

## Compositeur classique et virtuose
Derek Bell est né à Belfast, Irlande du Nord en 1935. Dans son jeune âge, on lui diagnostique - à tort - une maladie conduisant à la cécité ; aussi ses parents lui font suivre une formation musicale. Bell montre un talent précoce : il compose son premier concerto à 12 ans. En 1957, il obtient le diplôme du Royal College of Music, où il se lie d’amitié avec le flûtiste James Galway. De 1958 à 1990, il compose plusieurs œuvres classiques, dont trois sonates pour piano et deux symphonies, Three Images of Ireland in Druid Times (1993) pour harpe, cordes et timbales, Nocturne on an Icelandic Melody (1997) pour hautbois d'amour et piano, et Three Transcendental Concert Studies (2000) pour hautbois et piano. Derek Bell collectionne et maîtrise des instruments variés, à cordes comme différentes harpes, le clavecin, le piano, le cymbalum, ou à vent dont tous ceux de la famille du hautbois : musette, hautbois, cor anglais, hautbois baryton, heckelphone.
En tant que manager du Belfast Symphony Orchestra, il a la responsabilité de l’entretien et de l’accord des instruments. Toujours curieux, il demande à Sheila Larchet-Cuthbert de lui enseigner la harpe ; il se perfectionnera par la suite avec plusieurs autres professeurs. C’est en 1965 qu’il entre au BBC Northern Ireland Orchestra comme harpiste. Derek Bell acquiert une renommée pour sa virtuosité au jeu de la harpe à pédale, la harpe néoceltique, et la harpe irlandaise à corde métallique. Il est engagé comme professeur de harpe à la Belfast Academy of Music de Belfast.
En 1986, il participe à un documentaire de la BBC, The Celts ; il y expose le rôle et l’évolution de la harpe dans la société celtique irlandaise et galloise. Il apparaît cependant dans peu de séquences vidéo, juste quelques interviews mineures ou des représentations du groupe The Chieftains.

## Le jeu du dulcimer
Les documents du XVIIIe siècle mentionnent le hammered dulcimer comme étant un instrument courant en Irlande à cette époque. Il est même cité par James Joyce comme un instrument que l'on entend jouer dans la rue. Derek Bell adopte dans sa musique un petit cymbalum — un hammered dulcimer du centre et de l’est de l’Europe — qu’il baptise « tiompán », d’après un instrument médiéval irlandais.

## The Chieftains
C’est à l’occasion d’un concert radiophonique donné par Bell en 1972, pour la Fête de la Saint-Patrick, que commence sa collaboration avec le groupe The Chieftains. Le programme porte sur la musique de Turlough O'Carolan, un harpiste irlandais aveugle du XVIIIe siècle tombé dans l’oubli ; de nos jours il est redevenu célèbre et ses compositions jouées par la plupart des harpistes. Plusieurs des membres de Chieftains participent au projet avec Derek Bell, qui reste ami avec Paddy Moloney, leader du groupe. Après deux années d’hésitation, il enregistre en alternance avec le BBC Northern Ireland Orchestre et avec The Chieftains ; il devient un membre du groupe à part entière en 1975.

## Un artiste excentrique
Dans sa tenue vestimentaire, Bell fait preuve d’une certaine originalité. Il est le seul membre du groupe à porter une cravate à chaque apparition en public, préfère les chaussettes aux décorations voyantes, comme des personnages de Looney Tunes, porte des costumes mal taillés ou des pantalons trop courts. Son comportement est également excentrique, tel son goût pour les blagues obscènes. Le titre de son album solo Derek Bell Plays With Himself comporte volontairement un sous-entendu. En se rendant à une tournée à Moscou, il prend l’avion avec un réveil dans la poche ; il est arrêté par la police soviétique qui le soupçonne de cacher une arme. Paddy Moloney le surnomme affectueusement « Ding dong » Bell. Il affectionne les collaborations éclectiques, comme celles avec Van Morrison, Sting, ou un groupe chinois. En 1991, il enregistre un disque avec son vieil ami James Galway.
Il est honoré de l’Ordre de l'Empire britannique (MBE), sur la liste des Queen's Birthday Honours de 2000, pour les services rendus à la musique traditionnelle et classique.

## Religions orientales
Depuis le début des années 1960, Bell est ami de Swami Kriyananda (en), autre nom de J. Donald Walters, également passionné compositeur pour la harpe irlandaise. Il lui rend visite dans son centre spirituel d’Ananda Village à Nevada City (Californie), et rédige la préface du livre de Kriyananda, Art as a Hidden Message. Il lui dédie également l’album Mystic Harp, qui est bien accueilli par The New York Times. Bell et Kriyananda réalisent ensemble un second album, Mystic Harp volume II ; il se compose de morceaux new age et de solos de harpe d’un style assez différent des compositions classiques ou traditionnelles qu’il jouait habituellement. Il rend encore visite à Kriyananda en août 2002, quelques mois avant sa mort.
Bien que né protestant, il se convertit au bouddhisme à la fin de sa vie.

## Décès
Derek Bell succombe d’un arrêt cardiaque à Phoenix (Arizona) le 17 octobre 2002. Il est commémoré à la Cambridge House Grammar School (en) à Ballymena, où une « maison » lui est dédiée.

## Discographie solo
En complément des enregistrements réalisés avec The Chieftains, il a réalisé les albums :
- Carolan's Receipt (1975)
- Carolan's Favourite (1980)
- Derek Bell Plays With Himself (1981)
- Musical Ireland (1982)
- Ancient Music For The Irish Harp (1989)
- Mystic Harp (1996)
- A Celtic Evening with Derek Bell (1997)
- Mystic Harp (Volume II) (1999)